# فرانز كيزار
فرانز كيزار (بالألمانية: Franz Cisar)‏ (28 نوفمبر 1908 – تاريخ الوفاة غير معروف) لاعب كرة قدم نمساوي راحل كان يجيد اللعب في خط الدفاع .
لعب طوال مسيرته الرياضية في أندية هيرتا فيينا (1926-1929) فينر (1929-1935) مورافسكا سلافيا برنو (1935-1936) ميتز (1936-1937) بروستييوف (1937-1938).
مثل منتخب النمسا في 9 مباريات مسجلا هدف واحد (1933-1934). شارك مع منتخب النمسا في بطولة كأس العالم 1934 في إيطاليا حيث احتل المركز الرابع.

## وصلات خارجية
- فرانز كيزار على موقع الاتحاد الدولي (مؤرشف)  (الإنجليزية)
- فرانز كيزار على موقع قاعدة بيانات كرة القدم.إي يو (الإنجليزية)
- فرانز كيزار على موقع ناشيونال فوتبول تيمز (الإنجليزية)
- فرانز كيزار على موقع Soccerway.com (الإنجليزية)
- فرانز كيزار على موقع عالم كرة القدم.نت (الإنجليزية)

- هذا إحصائيات